# Kirovska oblast
Kirovska oblast (rus. Кировская область) je federalna oblast u Rusiji. Administrativni centar je grad Kirov.

## Vanjske poveznice
- (rus.) Službene stranice  Arhivirana inačica izvorne stranice od 26. prosinca 2005. (Wayback Machine)